# Breitwandfilme der Universal Pictures in CinemaScope
Die Liste führt alle in CinemaScope gedrehten Filme der Universal Pictures auf.

## Filme
- 1954: Der eiserne Ritter von Falworth (The Black Shield of Falworth)
- 1954: Attila der Hunnenkönig (Sign of the Pagan)
- 1955: Wenn die Ketten brechen (Captain Lightfoot)
- 1955: Der Speer der Rache (Chief Crazy Horse)
- 1955: Die purpurrote Maske (The Purple Mask)
- 1955: Zur Hölle und zurück (To Hell and Back)
- 1955: Das gibt es nur in Kansas (The Second Greatest Sex)
- 1956: Ritt in den Tod (Walk the Proud Land)
- 1956: Dem Tode entronnen (Pillars of the Sky)
- 1957: Wem die Sterne leuchten (4 Girls in Town)
- 1957: Istanbul
- 1957: Schiess oder stirb (Gun for a Coward)
- 1957: Der Engel mit den blutigen Flügeln (Battle Hymn)
- 1957: Mister Cory
- 1957: Das Kreuzverhör (The Tattered Dress)
- 1957: Überall lauert der Tod (Man Afraid)
- 1957: Kelly and Me
- 1957: Des Teufels Lohn (Man in the Shadow)
- 1957: Die Rose von Tokio (Joe Butterfly)
- 1957: Tammy (Tammy and the Bachelor)
- 1957: Der Tod war schneller (The Midnight Story)
- 1957: Der Mann mit den 1000 Gesichtern (Man of a Thousand Faces)
- 1957: Quantez, die tote Stadt (Quantez)
- 1957: Der letzte Akkord (Interlude)
- 1957: Appointment with a Shadow
- 1957: Mein Mann Godfrey (My Man Godfrey)
- 1957: Der Flug zur Hölle (The Land Unknown)
- 1957: Duell in den Wolken (The Tarnished Angels)
- 1957: Das Herz ist stärker (Flood Tide)
- 1957: Immer Ärger mit den Frauen (The Lady Takes a Flyer)
- 1958: Die letzte Kugel (Day of the Badman)
- 1958: Männer über Vierzig (This Happy Feeling)
- 1958: Zeit zu leben und Zeit zu sterben (A Time to Love and a Time to Die)
- 1958: Kampf auf Leben und Tod (The Last of the Fast Guns)
- 1958: Die Stimme im Spiegel (Voice in the Mirror)
- 1958: Der Tod reitet mit (Wild Heritage)
- 1958: Sturm über Eden (Raw Wind in Eden)
- 1958: Kathy O’
- 1958: Der weisse Teufel von Arkansas (Ride a Crooked Trail)
- 1958: Once Upon a Horse
- 1958: Bis zur letzten Patrone (The Saga of Hemp Brown)
- 1958: Urlaubsschein nach Paris (The Perfect Furlough)
- 1958: Verräter unter uns (Money, Women and Guns)
- 1958: Zu jung (The Restless Years)
- 1959: Never Steal Anything Small
- 1959: Auf der Kugel stand kein Name (No Name on the Bullet)
- 1959: Ein Fremder in meinen Armen (A Stranger in My Arms)
- 1959: Morgen bist du dran (The Wild and the Innocent)